# Jonathan Martínez
Jonathan Martínez Monroy (ur. 21 lutego 1979 w López Mateos) – meksykański piłkarz występujący na pozycji pomocnika.

## Kariera klubowa
Martínez jest wychowankiem stołecznego zespołu Club América, do którego seniorskiej drużyny został włączony przez paragwajskiego szkoleniowca Carlosa Kiese. W meksykańskiej Primera División zadebiutował 23 maja 1999 w wygranym 2:0 spotkaniu z Santos Laguną. Nie potrafił sobie jednak wywalczyć miejsca w pierwszym składzie i po rozegraniu zaledwie trzech ligowych spotkań odszedł do beniaminka pierwszej ligi, CD Irapuato. Później reprezentował także barwy innych pierwszoligowych zespołów takich jak San Luis FC, Club Santos Laguna czy Jaguares de Chiapas, lecz w każdym z nich pełnił funkcję rezerwowego i nie odniósł z nimi żadnych sukcesów. Profesjonalną grę w piłkę zakończył jako piłkarz już drugoligowego CD Irapuato.

## Kariera reprezentacyjna
W 1999 roku Martínez został powołany przez selekcjonera Jesúsa del Muro do reprezentacji Meksyku U-20 na Młodzieżowe Mistrzostwa Świata w Nigerii. Był wówczas rezerwowym zawodnikiem drużyny i wystąpił w jednym spotkaniu, nie strzelając bramki. Meksykanie zakończyli swój udział w turnieju w ćwierćfinale.